# Fiesolska stolnica
Fiesolska stolnica (italijansko: Cattedrale di San Romolo, Duomo di Fiesole), uradno Stolnica svetega Romula Fiesolskega, je rimskokatoliška stolnica v Fiesolu v Toskani v osrednji Italiji. V njej je sedež fiesolskega škofa in je posvečen svetemu Romulu.

## Zgodovina
Prva stolnica v Fiesolu je bila nižje po hribu od sedanje in je bila po tradiciji zgrajena nad mestom mučeništva svetega Romula Fiesolskega. Leta 1028 je sedanjo stolnico ustanovil škof Jakopo Bavarski, da bi jo nadomestil, saj je želel, da je znotraj mestnega obzidja. Stara cerkev je bila spremenjena v benediktinski samostan in je postala znana kot Badia di Fiesole. Povečali so jo v trinajstem stoletju, kot se spominja napis iz leta 1260 na petem stebru desne stranske ladje, v Leta 1466 pa Andrea Corsini, učenec Filippa Brunelleschija. cerkev obnovil. V naslednjih stoletjih so se zgodile nove preobrazbe in okraševanje, dokler v letih 1878-1883 z državnim financiranjem ni bila izvedena korenita obnova, ki so jo nadzirali inženirji Firenc, in je vključevala popolno obnovo fasade iz 11. stoletja, ki je še vedno ohranjena. Zvonik sega v leto 1213, vendar je bil obnovljen v 18. stoletju, leta 1739 pa je bil okronan s štrlečimi cinami.
Vsebuje pomembna zgodnja dela Mina da Fiesoleja. Samostan je bil zaprt leta 1778.

## Opis
Zunanjost je romanska. Stolnica je zgrajena na tlorisu bazilike z glavno in dvema stranskima ladjama, ločene s kamnitimi stebri, ki imajo kapitele, okrašene s figurami in živalmi. Ima dvignjen prezbiterij nad kripto in leseno stropno konstrukcijo v obliki paličja. Slikoviti campanile s cinami je bil zgrajen leta 1213. Cerkev je bila prvič rekonstruirana leta 1256. 
Notranjost je le malo okrašena, razen marmornatega oltarja (1273) in dveh fresk, na katerih sta upodobljena sveti Benedikt (ok. 1420) in sveti Sebastijan Pietra Perugina (konec 15. stoletja). V prezbiteriju je poliptih Tri zgodbe svetega Nikolaja Biccija di Lorenza, naročen leta 1450. V kapeli Salutati je nagrobni spomenik škofa Leonarda Salutatija, ki ga je izdelal Mino da Fiesole. V kapeli kanonikov je marmornat oltar Andrea Ferruccia (1492–1494).
Na pročelju je ogromen kip svetega Romula, Giovanni della Robbia (1521). Majhni stebri kripte imajo kapitele iz 11. stoletja, morda vzete iz prvotne konstrukcije. Okras vključuje poznogotske medaljone na oboku, medtem ko je na levi steni cikel Zgodbe sv. Romula, šola Domenica Ghirlandaia. Pogrebna kapela škofov ima ikono iz 13. stoletja, ki jo pripisujejo nekemu mojstru iz Bigalla, na kateri je upodobljena Marija in otrok (1215–1220).

## Galerija
- Pogled na stolnico
- Glavni oltar in apsida
- Sv. Boštjan, florentinska šola
- Sv. Boštjan, Peruginova šola
- Sv. Romul, Giovanni della Robbia
- Marija v močitvi in svetniki, Mino da Fiesole
- Nagrobnik Leonarda Salutatija
- Marija in otrok, mojster iz Bigalla